# Корж Віталій Терентійович
Віта́лій Тере́нтійович Ко́рж (нар. 16 серпня 1938, село Дроздівка, Куликівський район, Чернігівська область) — український політик. Народний депутат України 4 – 6 скликань.  Член партії ВО «Батьківщина». Кандидат економічних наук, Заслужений економіст України, Почесний громадянин міста Києва (2018).
Автор біографічно-художньої книжки «Еківоки» — про життя як воно є. Рік видання  — 2019. 

## Біографія
Дружина Корж Любов Василівна (1944–2023) — педагог. Син Юрій (1970) — військовий. Син Роман (1974) — доброволець ТрО.
Закінчив Харківський інститут інженерів залізничного транспорту за фахом інженер шляхів сполучення.
Навчався в Чернігівському технічному училищі (1957), працював на Південно-Західній залізниці (Київ). З 1964 року — старший інженер Укрраднаргоспу. З 1966 року — у Мінпромбудматеріалів УРСР. Працював завідувачем сектору, завідувачем відділу НВО Мінпромбудматеріалів УРСР. 1980–1991 — старший науковий співробітник Ради з вивчення продуктивних сил УРСР Академії наук України. У 1991 році створив і очолив науково-виробничу фірму «Транзактор», яка 1993 року виступила засновником компанії «Глобал Юкрейн», що започаткувала в Україні ринок послуг у світовій мережі Інтернет. Розробки компанії були висунуті на здобуття Державної премії в галузі науки і техніки.
Член ради Міжнародної спілки українських підприємців, член опікунської ради Національного академічного драматичного театру імені Івана Франка. Член правління Міжнародного доброчинного фонду «Українська хата», засновник Міжнародної літературно-мистецької премії імені Олени Теліги, член опікунської ради Міжнародного благодійного фонду Національної пам'яті України, член Ради старійшин УРП «Собор».
Голова Благодійної організації «Фонд інвестицій в майбутнє».
Автор (співавтор) понад 80 наукових праць.

## Парламентська діяльність
Народний депутат України 4-го скликання з 1 березня 2005 до 25 травня 2006 від «Блоку Юлії Тимошенко», № 24 в списку. На час виборів: президент «Глобал Юкрейн», член УРП. Член фракції «Блок Юлії Тимошенко» (з 1 березня 2005). Член Комітету з питань будівництва, транспорту, житлово-комунального господарства і зв'язку (з 17 березня 2005).
Народний депутат України 5-го скликання з 25 травня 2006 до 12 червня 2007 від «Блоку Юлії Тимошенко», № 34 в списку. На час виборів: народний депутат України, член партії ВО «Батьківщина». Член фракції «Блок Юлії Тимошенко» (з 25 травня 2006). Член Комітету у закордонних справах (з 18 липня 2006). 12 червня 2007 достроково припинив свої повноваження під час масового складення мандатів депутатами-опозиціонерами з метою проведення позачергових виборів до Верховної Ради України.
Народний депутат України 6-го скликання з 23 листопада 2007 до 12 грудня 2012 від «Блоку Юлії Тимошенко», № 48 в списку. На час виборів: пенсіонер, член партії ВО «Батьківщина». Член фракції «Блок Юлії Тимошенко» (з 23 листопада 2007). Член Комітету з питань транспорту і зв'язку (26 грудня 2007 — 19 травня 2010), голова підкомітету з питань інформаційних технологій та інформатизації Комітету з питань транспорту і зв'язку (з 19 травня 2010).

## Нагороди, державні ранги
Почесна грамота Кабінету Міністрів України (серпень 2003). 
Почесна грамота Верховної Ради України (червень 20023). 
Заслужений економіст України (січень 2009).
Почесний громадянин міста Києва (лютий 2018).